# 木勒合勒忽
木勒合勒忽（蒙古语：Mulqalqu），《元朝秘史》等汉文史料中记作木勒合勒忽。出身蒙古部孛儿只斤氏的分支札達蘭部，13世纪初蒙古帝国的千户长。
据《元朝秘史》记载，铁木真（即后来的成吉思汗）与札木合决裂后，八邻氏的豁儿赤·兀孙·也不干以神谕宣称“铁木真将成为国家之主”。此后，格你格斯氏的忽難那颜、铁木真的叔父答里台·斡赤斤等相继归附铁木真，木勒合勒忽也在同一时期加入铁木真麾下。
木勒合勒忽隶属铁木真的亲卫队（怯薛），与泰亦赤兀氏的忽图、抹里赤等人一同被任命为牧场首领（阿都赤）。
1206年，统一蒙古高原的铁木真称成吉思汗，建立大蒙古国。成吉思汗即位后论功行赏，任命别速惕部的古出古儿为千户长，并以木勒合勒忽作为古出古儿的僚属，履职甚佳，下令由二人共同统领千户。